# BRM P115
Chronologie des modèles (1967-1968)
BRM P83 BRM P126
La BRM P115 est une voiture de Formule 1 construite par British Racing Motors en 1967.
Cette voiture fut conçue par le directeur technique Tony Rudd autour du complexe moteur de 3 litres H-16 BRM. Désigné sous le nom de P75, ce moteur avait couru pour la première fois en France en 1966 dans une Lotus 43.

## Conception

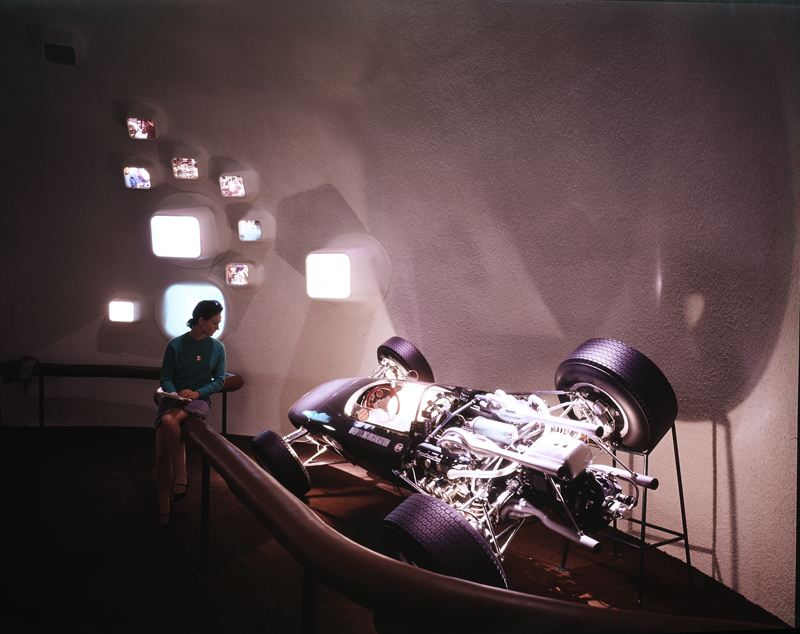
Une BRM P109 similaire à la P115 exposé à l'Expo 67

La P115 était une sophistication significative de la BRM P83 qu'elle remplaçait. Les différences les plus visibles étant une apparence plus anguleuse de la coque et les durites de refroidissement externes du moteur déplacées à l'intérieur du châssis pour améliorer l'aérodynamique. Un alliage de magnésium fut utilisé pour réduire le poids par rapport au Duralumin utilisé pour la P83. Cependant, avec une masse de plus de 620 kg, l'ensemble voiture/moteur était toujours excessivement lourd par rapport à des F1 contemporaines comme les Lotus 49 et Brabham BT24 qui pesaient à peine plus de 500 kg. La voiture souffrait également d'une répartition du poids significativement vers l'arrière, des deux vilebrequins du moteur positionnés très haut dans la voiture nécessitant de relever légèrement le moteur pour accueillir les échappements des cylindres du bas. Tout cela conduisait à des caractéristiques de conduite les moins idéales pour une Formule 1.
Un seul exemplaire fut construit  et fut engagé dans les 5 derniers Grands Prix de 1967 aux mains de Jackie Stewart et de Mike Spence lors de la première course de 1968. La voiture ne termina aucune de ces courses en raison des diverses pannes de moteur et de transmission.

## Saison 1967

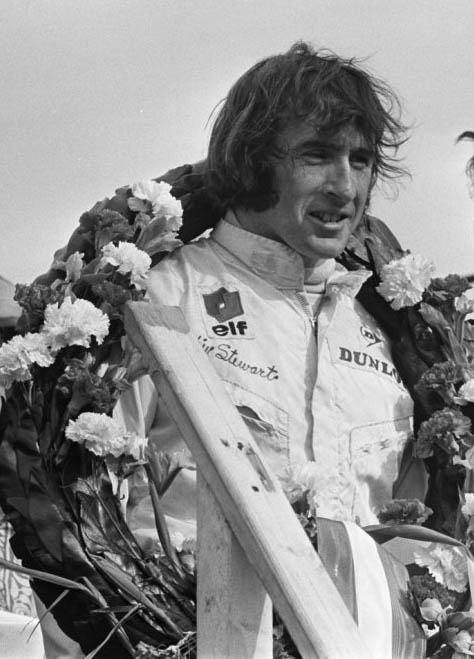
Jackie Stewart (ici en 1969) pilota la P115 en 1967

La P115 apparue pour la première fois au Grand Prix des Pays-Bas (en même temps que les Brabham BT24 et Lotus 49 ) mais ne débuta réellement en course qu'au Grand Prix d'Allemagne au Nürburgring. Pour Stewart tout se déroula bien, réussissant à qualifier la voiture sur la première ligne avec le troisième temps le plus rapide de 8:15.2. Chutant à la septième place après le départ, Stewart réussi à revenir à la troisième place au 5e tour lorsque la course se termina pour lui avec la même défaillance de différentiel qui avait affecté la P83 de Spence plus tôt.
Lors de la course suivante à Mosport Park, Stewart se qualifia en 9e position. Il prit un bon départ dans des conditions humides, dépassant Bruce McLaren et Jack Brabham qui étaient immédiatement devant lui sur la grille. Pilotant de manière exceptionnelle sous la pluie tombante, tout en se battant pour la deuxième place, Stewart glissa. Bien que la voiture ne fut pas endommagée, de la saleté avait pénétré dans l'accélérateur, l'obligeant à abandonner après 65 tours.
À Monza, Stewart se qualifia sur la troisième ligne à un peu plus d'une seconde de la pole position de Jim Clark. Au 7e tour, alors qu'il était en cinquième position, il heurta une glissière de sécurité. Rentrant aux stands avec un pneu à plat pour inspecter les dégâts il put repartir jusqu'à ce qu'une panne moteur l'oblige à l'abandon au 45eme tour.
Pour le Grand Prix des États-Unis, à Watkins, Stewart se classa dixième position sur la grille, aux côtés de Bruce McLaren sur sa M5A à moteur BRM V12 qui remplacerait le H16 pour la saison 1968. Stewart connut des problèmes de freins pendant la majeure partie de la course avant qu'une courroie entraînant l'injection de carburant casse au 72e tour.
Le Grand Prix du Mexique 1967 fut la dernière course de Stewart pour BRM. Après deux ans à connaitre de nombreux problèmes avec le moteur H16, il décida de rejoindre pour la saison 1968 la nouvelle équipe de Ken Tyrrell . Stewart se qualifia a une médiocre 12e place sur la grille, égalant sa moins bonne position de cette année là. Il réussit à gagner quelques places avant que son moteur ne lâche au 24e tour.

## Saison 1968
Pour 1968, BRM décida de réduire ses pertes avec le H16 et construisit la BRM P126 autour d'un moteur V12 de 3 litres initialement développé comme un moteur client. Pour la première course de l'année, deux P126 et la P115 furent engagés à Kyalami. Spence fit les essais avec les deux types de moteurs, choisissant de faire courir la P115, après avoir réalisé un temps plus rapide sur la nouvelle voiture. Parti treizième sur la grille, Spence réussit à faire huit tours avant qu'un problème dans le système d'alimentation en carburant l'oblige à l'abandon. Dès lors, la P115 n'est jamais plus engagée dans une course de Formule 1. C'est également le dernier Grand Prix de championnat pour Spence qui trouve la mort sur une Lotus 56, lors des essais aux 500 miles d'Indianapolis 1968 de 1968.

## Résultats au championnat du monde de Formule 1
| Année | Participant           | Moteur      | Pneus | Conducteurs    | 1       | 2   | 3   | 4   | 5   | 6   | 7       | 8       | 9       | dix        | 11         | 12  | Points | COE |
| ----- | --------------------- | ----------- | ----- | -------------- | ------- | --- | --- | --- | --- | --- | ------- | ------- | ------- | ---------- | ---------- | --- | ------ | --- |
| 1967  | British Racing Motors | BRM 3.0 H16 | G     |                | AFS     | MON | NED | BEL | FRA | GB  | ALL     | CAN     | ITA     | États-Unis | MEX        |     | 17     | 6e  |
| 1967  | British Racing Motors | BRM 3.0 H16 | G     | Jackie Stewart |         |     |     |     |     |     | Abandon | Abandon | Abandon | Abandon    | Abandon    |     | 17     | 6e  |
| 1968  | British Racing Motors | BRM 3.0 H16 | G     |                | AFS     | ESP | MON | BEL | NED | FRA | GB      | ALL     | ITA     | CAN        | États-Unis | MEX | 28     | 5e  |
| 1968  | British Racing Motors | BRM 3.0 H16 | G     | Mike Spence    | Abandon |     |     |     |     |     |         |         |         |            |            |     | 28     | 5e  |

 Total des points sur BRM P83 et BRM P261
 Total des points sur BRM P126 et BRM P133

## Simulation sur ordinateur
La P115 était disponible parmi les voitures originales sur le jeu de simulation de F1 Grand Prix Legends. Elle était la seule voiture avec une boîte de vitesses à 6 rapports.